# Бергман (Арканзас)
Бергман (англ. Bergman) — город, расположенный в округе Бун (штат Арканзас, США) с населением в 407 человек по статистическим данным переписи 2000 года.

## География
По данным Бюро переписи населения США город Бергман имеет общую площадь в 3,37 квадратных километров, водных ресурсов в черте населённого пункта не имеется.
Город Бергман расположен на высоте 369 метров над уровнем моря.

## Демография
По данным переписи населения 2000 года в Бергмане проживало 407 человек, 110 семей, насчитывалось 155 домашних хозяйств и 169 жилых домов. Средняя плотность населения составляла около 120 человек на один квадратный километр. Расовый состав Бергмана по данным переписи распределился следующим образом: 96,81 % белых, 0,49 % — коренных американцев, 0,25 % — азиатов, 0,25 % — выходцев с тихоокеанских островов, 1,72 % — представителей смешанных рас, 0,49 % — других народностей. Испаноговорящие составили 0,74 % от всех жителей города.
Из 155 домашних хозяйств в 44,5 % — воспитывали детей в возрасте до 18 лет, 57,4 % представляли собой совместно проживающие супружеские пары, в 9,7 % семей женщины проживали без мужей, 28,4 % не имели семей. 26,5 % от общего числа семей на момент переписи жили самостоятельно, при этом 11,0 % составили одинокие пожилые люди в возрасте 65 лет и старше. Средний размер домашнего хозяйства составил 2,63 человек, а средний размер семьи — 3,19 человек.
Население города по возрастному диапазону по данным переписи 2000 года распределилось следующим образом: 31,0 % — жители младше 18 лет, 8,6 % — между 18 и 24 годами, 31,9 % — от 25 до 44 лет, 18,4 % — от 45 до 64 лет и 10,1 % — в возрасте 65 лет и старше. Средний возраст жителей составил 33 года. На каждые 100 женщин в Бергмане приходилось 105,6 мужчин, при этом на каждые сто женщин 18 лет и старше приходилось 100,7 мужчин также старше 18 лет.
Средний доход на одно домашнее хозяйство в городе составил 31 250 долларов США, а средний доход на одну семью — 37 708 долларов. При этом мужчины имели средний доход в 27 778 долларов США в год против 18 958 долларов среднегодового дохода у женщин. Доход на душу населения в городе составил 13 928 долларов в год. 7,3 % от всего числа семей в округе и 10,6 % от всей численности населения находилось на момент переписи населения за чертой бедности, при этом 9,8 % из них были моложе 18 лет и 21,4 % — в возрасте 65 лет и старше.